# Lindmania steyermarkii
Espèce
Classification phylogénétique
Synonymes
- Cottendorfia steyermarkii (L.B.Sm.) L.B.Sm., 1960

Lindmania steyermarkii est une espèce de plante de la famille des Bromeliaceae, endémique du Venezuela.

## Synonymes
- Cottendorfia steyermarkii (L.B.Sm.) L.B.Sm., 1960[1].

## Distribution
L'espèce est endémique de l'État de Bolívar au Venezuela.